# Soso, Mississippi
Soso är en stad i Jones County i Mississippi, USA. Invånarna uppgick år 2000 till 379 i antalet.

## Utbildning
Soso stad utgörs av Jones Countys skoldistrikt.